# جون شاريان
جون شاريان (بالإنجليزية: John Sharian)‏ (و. القرن 20  م) هو كاتب سيناريو، ومنتج أفلام، وممثل تلفزي، وممثل أفلام، ومخرج أفلام أمريكي، ولد في كونيتيكت.

## التعليم
تعلم في كلية كنيون ‏، وتعلم في مدرسة بريستول أولد فيك المسرحية
.

## وصلات خارجية
- جون شاريان على موقع IMDb (الإنجليزية)
- جون شاريان على موقع ألو سيني (الفرنسية)
- جون شاريان على موقع ميوزك برينز (الإنجليزية)
- جون شاريان على موقع أول موفي (الإنجليزية)
- جون شاريان على موقع قاعدة بيانات الأفلام السويدية (السويدية)
- جون شاريان على موقع قاعدة بيانات الفيلم (الإنجليزية)
- جون شاريان على موقع كينوبويسك (الروسية)